# Earl of Ancram

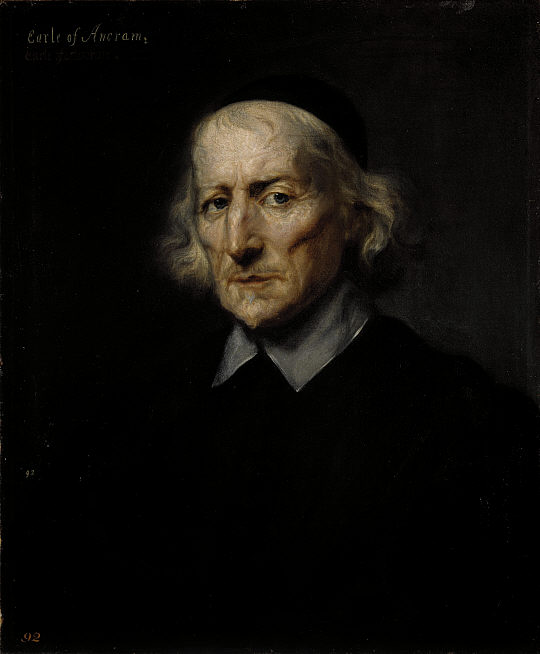
Robert Kerr, 1. Earl of Ancram

Earl of Ancram ist ein erblicher britischer Adelstitel in der Peerage of Scotland.

## Verleihung
Der Titel wurde am 24. Juni 1633 für Robert Kerr of Ancram and Woodhead geschaffen. Zusammen mit der Earlswürde wurde ihm der nachgeordnete Titel Lord Kerr of Nisbet, Langnewtoun, and Dolphinstoun verliehen.
Beim kinderlosen Tod seines Sohnes, des 2. Earls, fielen die Titel an dessen Neffen Robert Kerr, 1. Earl of Lothian. Dieser hatte bereits 1675 von seinem Vater die Titel Earl of Lothian und Lord Kerr of Newbottle geerbt. Zudem wurde er am 23. Juni 1701 zum Marquess of Lothian, Earl of Ancram, Viscount of Briene und Lord Kerr of Newbottle, Oxnam, Jedburgh, Dolphinstoun and Nisbet, erhoben. Die erneute Nennung des Titels Earl of Ancram wird zum Teil als Neuverleihung des Earldoms verstanden und der Marquess insofern als 3. und 1. Earl of Ancram gezählt. Das Earldom Ancram ist seither ein nachgeordneter Titel des jeweiligen Marquess of Lothian.
Aktueller Titelinhaber ist Michael Kerr als 13. Marquess und 15. (und 13.) Earl of Ancram.

## Liste der Earls of Ancram (1633)
- Robert Kerr, 1. Earl of Ancram (1578–1654)
- Charles Kerr, 2. Earl of Ancram († 1690)
- Robert Kerr, 1. Marquess of Lothian, 3. Earl of Ancram (1636–1703)
- William Kerr, 2. Marquess of Lothian, 4. Earl of Ancram (1661–1722)
- William Kerr, 3. Marquess of Lothian, 5. Earl of Ancram (1690–1767)
- William Kerr, 4. Marquess of Lothian, 6. Earl of Ancram (1713–1775)
- William Kerr, 5. Marquess of Lothian, 7. Earl of Ancram (1737–1815)
- William Kerr, 6. Marquess of Lothian, 8. Earl of Ancram (1763–1824)
- John Kerr, 7. Marquess of Lothian, 9. Earl of Ancram (1794–1841)
- William Kerr, 8. Marquess of Lothian, 10. Earl of Ancram (1832–1870)
- Schomberg Kerr, 9. Marquess of Lothian, 11. Earl of Ancram (1833–1900)
- Robert Kerr, 10. Marquess of Lothian, 12. Earl of Ancram (1874–1930)
- Philip Kerr, 11. Marquess of Lothian, 13. Earl of Ancram (1882–1940)
- Peter Kerr, 12. Marquess of Lothian, 14. Earl of Ancram (1922–2004)
- Michael Kerr, 13. Marquess of Lothian, 15. Earl of Ancram (* 1945)

Titelerbe (Heir Presumptive) ist der Bruder des aktuellen Titelinhabers Lord Ralph Kerr (* 1957).